# Katharina Comoth

Katharina Comoth (um 1967)

Katharina Comoth (* 14. Dezember 1940 in Aachen) ist eine deutsche Philosophin.

## Leben und Wirken
Katharina Comoth studierte an der Freien Universität Berlin Philosophie, Publizistik, Politikwissenschaft und Geschichte und wurde 1970 von der dortigen Philosophischen Fakultät durch deren Dekan Thomas Nipperdey promoviert; sie war die letzte (Privat-)Assistentin von Emil Dovifat († 1969).
Der thematische Schwerpunkt ihrer Veröffentlichungen liegt im Bereich der systematischen Ideenlehre, der historischen Idealismusforschung – insbesondere in Bezug auf Trias und Triplizität bei Platon und bei Hegel – sowie der Mediaevistik und Patristik (vor allem Origenes).  Sie rekonstruierte in ihren Monographien von 1995 und 1998 mit Texten der klassischen griechischen Philosophie und Dichtung sowie mit Kunstwerken wie dem ‚Philosophenkopf mit dem E’ erstmals den Zusammenhang von Hestia als Reflexionssubstanz esti ,inmitten der sphaera’ mit dem E apud Delphos und in ihrer Monographie von 2004 den Kosmos im „Schnittpunkt“ von THEOTOKOS mit Blick auf Alethes logos und logos tou Theou.
Neben ihren Buchpublikationen verfasste sie zahlreiche Einzelbeiträge und Rezensionen in Sammelbänden und Fachzeitschriften.
Comoth ist Mitglied der Internationalen Hegel-Vereinigung, der Deutschen Gesellschaft für Philosophie und von The International Plato Society. Sie stiftete 1986 die Gedenktafel für Georg Wilhelm Friedrich Hegel am Haus Plöck Nr. 48–50 in Heidelberg.
Seit ihrer Dissertation kritisiert sie Ideologie im Verfall philosophischer Kriterien.

## Schriften

### Autorschaft (Monographien)
- Natur und das Gesetz der Freiheit. Universitätsverlag Winter, Heidelberg 2018, ISBN 978-3-8253-6940-8. (Beiträge zur Philosophie. Neue Folge)
- Gott selbst und die Idee. Universitätsverlag Winter, Heidelberg 2009, ISBN 978-3-8253-5642-2.
- Ursprung der Wahrheit in philosophischer Satzung. Universitätsverlag Winter, Heidelberg 2004, ISBN 978-3-8253-1550-4.
- Vom Grunde der Idee. Konstellationen mit Platon. Universitätsverlag Winter, Heidelberg 2000, ISBN 978-3-8253-0999-2.
- Hestia. Zur Bedeutung des mystischen E [Epsilon]. Universitätsverlag Winter, Heidelberg 1998, ISBN 978-3-8253-0614-4.
- Rekonstruktionen zum Delphischen E [Epsilon] und gnostischen Γ [Gamma]. Universitätsverlag Winter, Heidelberg 1995, ISBN 978-3-8253-0327-3.
- Quasi Perfectum. Subjektivität im Umkreis der Trinität. Universitätsverlag Winter, Heidelberg 1992, ISBN 978-3-8253-4492-4.
- Mediaevalia Moderna im Gange des Denkens von Augustinus bis Hegel. Universitätsverlag Winter, Heidelberg 1988, ISBN 978-3-8253-4003-2.
- Die Idee als Ideal. Trias und Triplizität bei Hegel. Universitätsverlag Winter, Heidelberg 1986, ISBN 3-533-03706-1. (Beiträge zur Philosophie. Neue Folge)
- Die „Verwirklichung der Philosophie“. Subjektivität und Verobjektivierung im Denken des jungen Marx.  Bouvier, Bonn 1975, ISBN 3-416-01024-8. (Akademische Vorträge und Abhandlungen. Heft 41)
- Publizistische Elemente in der Lehre des jungen Marx. Ein Beitrag zur „Verwirklichung der Philosophie“. Inaugural-Dissertation. Philosophische Fakultät der Freien Universität Berlin, Berlin 1970 (Dissertationsdruckstelle)

### Herausgeberschaft
- Ein Brief Schadows an Hegel. In: Jahrbuch für Hegelforschung 6/7 (2000/2001), 193 f. 
 (Johann Gottfried Schadow 1830 an Hegel als Rektor der Friedrich-Wilhelms-Universität zu Berlin)
- Ein Dokument über Hegels Aufenthalt in Heidelberg. In: Hegel-Studien 20 (1985), 117 ff. 
 (S. 119 Faksimile mit Hegel-Autograph von 1818 aus dem Stadtarchiv Heidelberg)[5]
- Im Angesicht des Meeres: Hegel auf der Insel Rügen. In: Jahrbuch für Hegelforschung 15-17 (2014), 135 f. 
 (mit Detail eines Briefes der Susanna Freifrau von Tucher an ihre Tochter Mari(e) Hegel; Hegel reiste 1819 zu der Insel Rügen)

### Referate und Fachartikel (Auswahl)
- Die Jesuiten. In: Philosophischer Literaturanzeiger 70 (2017), 62-65.
- Nero als Apollo Citharoedus und Apocalypsis Ioannis 13,18. In: Philotheos. International Journal for Philosophy and Theology 15 (2015), 47-50; mit Ergänzungen in (Monographien, s. o.:) Natur und das Gesetz der Freiheit (2018), 25-33.
- Plutarch: De E apud Delphos. In: Philosophischer Literaturanzeiger 67 (2014), 5-8.
- Über Anerkennung: Im Philosophicum gehts um die ‚Gottesmaus‘ (Hegel WS 1825/26). In: Philotheos. International Journal for Philosophy and Theology 14 (2014), 202-204; mit Ergänzungen archivalischer Recherchen u. a. in Bezug auf Hubert Auer als damaliger Propst von St. Hedwig zu Berlin in (Monographien, s. o.:) Natur und das Gesetz der Freiheit (2018), 37-45.[6]
- Das Wissenschaftsplagiat. In: Philosophischer Literaturanzeiger 63 (2010), 23 f.
- Hegels Phänomenologie des Geistes. In: Philosophischer Literaturanzeiger 61 (2008), 322-327.
- Über Leben: Hegel und Schleiermacher. In: Hegel-Jahrbuch 2007, 155 ff.
- Hegel-Handbuch. In: Philosophischer Literaturanzeiger 59 (2006), 3-7.
- Das heilige Selbst: Eine Auseinandersetzung mit Platon und Origenes. In: Studia Ephemeridis Augustinianum 96 (2006), 209-214.
- Ravenna im Kontext des Christlichen Alexandrinismus. In: Origeniana Octava Bd. 2 (2003), 1219-1227.
- "Homoiosis" bei Platon und Origenes. In: Origeniana Septima (1999), 69-74.
- Episteme und Doxa: Origenes im Kontext. In: Origeniana Quinta (1992), 340-345.
- Hegemonikon. Meister Eckharts Rückgriff auf Origenes. In: Origeniana Quarta (1987), 265-269.
- Ästhetik des Neuen und Philosophie des Schönen. In: Neue Zeitschrift für systematische Theologie und Religionsphilosophie 28 (1986), 327-329.
- Hegels „Logik“ und die spekulative Mystik. Über Typen des trinitarischen Symbolons. In: Hegel-Studien 19 (1984), 65-93.
- Licht als universale Grundbestimmung. In: Neue Zeitschrift für systematische Theologie und Religionsphilosophie 26 (1984), 235-237.
- Génesis und théosis: Zwei Grundwörter spekulativer Philosophie und ihre anthropologische Bedeutung am Beispiel Hegels. In: Der Mensch und die Wissenschaften vom Menschen. Innsbruck 1983, Bd. 1, 237-240.
- Albertus Magnus und die spekulative deutsche Mystik. In: Salzburger Jahrbuch für Philosophie 26/27 (1981/82), 99-102.
- Pax universalis. Philosophie und Politik in Dantes ‚Monarchia‘. In: Miscellanea Mediaevalia 12/2, Berlin/New York 1980, 341-350.
- Werden zu Gott. Ein Beitrag zur spekulativen Theologie Meister Eckharts, in: Neue Zeitschrift für Systematische Theologie und Religionsphilosophie 21,1 (1979), Berlin, S. 92–101.